# Ни Бо
Ни Бо (кит. упр. 倪波, пиньинь Ní Bō; 5 мая 1989, Ухань, провинция Хэбэй) — китайский футболист, нападающий клуба «Шэньян Чжунцзе».

## Карьера

### Клубная
Родился в Ухане, где и начинал выступать за молодёжную команду «Ухань Оптикс Вэлли». В 2008 году в составе молодёжной команды стал чемпионом страны. В январе 2009 года перешёл в команду Суперлиги Китая «Гуанчжоу Фармасьютикл» после того, как команда «Ухань» была расформирована. Ни получил высокую оценку от нового тренера Шэнь Сянфу и был взят на правах свободного агента. Игрок пришёл в команду в середине сезона 2009 года, однако не выходил на поле вплоть до его окончания. После того, как «Гуанчжоу» выбыл из Суперлиги в 2010 год, Ни дебютировал в основе 1 мая в домашнем матче против «Аньхуй Цзюфан», выйдя на замену Ху Чжаоцзюню во втором тайме, а его команда одержала победу со счётом 1-0. В следующих двух матчах чемпионата он дважды выходил на замену. Однако, в середине мая игрок получил травму колена и выбыл на четыре месяца. 23 октября он вновь вышел на замену в гостевом матче против «Нанькин Йойо», а команда выиграла со счётом 5–0. В начале 2011 года у игрока случился рецидив, и в апреле была проведена операция на колене, после чего сезон 2011 года игрок пропустил. 10 июля 2013 года игрок забил свой дебютный гол, а затем и оформил дубль в кубковом матче против команды второй лиги «Куньмин Жуйлун», который закончился победой со счётом 7–1.
В 2014 году был отправлен в аренду сроком на 1 год в клуб второго дивизиона «Шэньян Чжунцзе» В новой команде дебютировал 16 марта 2014 года в матче против команды «Пекин 361°», который закончился победой «Шэньяна» со счётом 1-0 .

## Достижения

### Клубные
«Гуанчжоу Эвергранд» :
- Чемпион Первой лиги : (2), 2011
- Чемпион Китая : (3), 2011, 2012, 2013
- Обладатель Кубка Китая : (1), 2012
- Обладатель Суперкубка Китая : (1), 2012
- Победитель Лиги чемпионов АФК : (1), 2013